# Florian Wirtz
Florian Richard Wirtz (Pulheim, 3 maggio 2003) è un calciatore tedesco, centrocampista del Liverpool e della nazionale tedesca.

## Caratteristiche tecniche
Considerato tra i calciatori più promettenti del panorama mondiale, è un centrocampista offensivo che predilige giocare in posizione centrale, dove grazie al suo intuito calcistico può dare verticalità al modulo di gioco. Bravo negli inserimenti in attacco, è un giocatore dinamico e dotato di una buona accelerazione palla al piede; è stato paragonato a Kai Havertz e Thomas Müller.
La più grande forza di Wirtz è la sua visione di gioco, una qualità che gli consente di creare numerose occasioni per i suoi compagni di squadra e generare un flusso costante di assist; un'altra sua caratteristica importante è il dribbling.
Nel 2020 è stato inserito nella lista dei migliori sessanta calciatori nati nel 2003, stilata dal quotidiano inglese The Guardian.
Nell'ottobre del 2023, è stato incluso nella lista dei 25 finalisti del premio European Golden Boy, assegnato dal quotidiano Tuttosport al miglior giocatore Under-21 militante in un campionato europeo.

## Carriera

### Club

#### Esordi e Bayer Leverkusen
Approdato nel 2010 al Colonia dal Grün Weiß Brauweiler, ha percorso la trafila delle giovanili del club fino al gennaio 2020 per poi essere scartato quando è stato acquistato dal Bayer Leverkusen l'ultimo giorno di calciomercato. Inizialmente aggregato alla squadra Under-19, il 18 maggio 2020 ha esordito fra i professionisti disputando l'incontro di Bundesliga vinto 4-1 contro il Werder Brema e diventando il più giovane giocatore di sempre ad esordire con il club rossonero, superando il precedente record di Kai Havertz.
Il 6 giugno 2020 è diventato il più giovane marcatore nella storia della Bundesliga segnando all'età di 17 anni e 34 giorni il gol del definitivo 2-4 nella sconfitta interna contro il Bayern Monaco, battendo il precedente record di Nuri Şahin stabilito nel 2005. Il 25 settembre 2021 diventa il secondo calciatore nella storia della Bundesliga a segnare 10 reti prima di aver compiuto 19 anni; prima di lui ci era riuscito il solo Lukas Podolski.
Il 14 aprile 2024 segna una tripletta nel match contro il Werder Brema terminato 5-0, partita che vale la vittoria della Bundesliga, la prima nella storia del Leverkusen. Al termine della stagione Wirtz ha segnato 18 gol e servito 19 assist tra tutte le competizioni, risultando tra i giocatori migliori della stagione a livello mondiale e viene eletto miglior giocatore della Bundesliga 2023-2024.
Poco più di un mese dopo, precisamente il 25 maggio, completa il double domestico vincendo anche la coppa nazionale in finale contro il Kaiserslautern. Le prestazioni durante la stagione 2023-2024 gli varranno il 12º posto nella graduatoria del Pallone d’oro.
Il 19 settembre, nel debutto assoluto in UEFA Champions League segna una doppietta nel successo per 4-0 in casa del Feyenoord. Nonostante un leggero calo di prestazioni del Leverkusen, il rendimento di Wirtz rimane alto e alla fine della stagione  ha segnato 16 gol e fornito 14 assist in totale.

#### Liverpool
Il 20 giugno 2025 viene ufficializzato il suo trasferimento al Liverpool per la cifra di circa 135 milioni di euro, bonus compresi, diventando l'acquisto più oneroso nella storia del club nonché in quella del calcio inglese.

### Nazionale
Nel marzo 2021 ha ricevuto la sua prima convocazione in nazionale maggiore. Esordisce il 2 settembre dello stesso anno nella sfida vinta 0-2 contro il Liechtenstein. Nell'estate 2021 partecipa agli Europei Under-21 giocati in Slovenia e Ungheria, nei quali metterà a segno due gol, entrambi nella semifinale vinta contro i Paesi Bassi per 2-1 e nell'arco di 8 minuti: il primo, realizzato dopo soli 30 secondi, è stato il gol più veloce del torneo.
Il 23 marzo 2024 segna la sua prima rete in nazionale in una partita amichevole vinta per 2-0 a Lione con la Francia, in cui apre le marcature dopo soli 7 secondi dall'inizio di gara, diventando così il gol più veloce nella storia della Mannschaft nonché il secondo in assoluto nella storia del calcio internazionale dietro all'austriaco Christoph Baumgartner, andato a segno a 6 secondi dal fischio d'inizio in un'amichevole disputatasi nello stesso giorno e anch'essa vinta per 2-0 in trasferta sulla Slovacchia.
Nel giugno successivo viene convocato dal Bundestrainer Julian Nagelsmann per il campionato d'Europa 2024 in Germania. Nella partita inaugurale, giocata contro la Scozia a Monaco di Baviera, bagna l'esordio in un torneo con la nazionale maggiore sbloccando la partita dopo appena 10 minuti, realizzando, tra l'altro, il primo gol del torneo. Si ripete il 5 luglio, in occasione del quarto di finale contro la Spagna, perso poi alla fine dei tempi supplementari, realizzando il momentaneo 1-1 allo scoccare del novantesimo.

## Statistiche

### Presenze e reti nei club
Statistiche aggiornate al 16 agosto 2025.
| Stagione                | Squadra                 | Campionato              | Campionato | Campionato | Coppe nazionali | Coppe nazionali | Coppe nazionali | Coppe continentali | Coppe continentali | Coppe continentali | Altre coppe | Altre coppe | Altre coppe | Totale | Totale | Totale |
| Stagione                | Squadra                 | Comp                    | Pres       | Reti       | Comp            | Pres            | Reti            | Comp               | Pres               | Reti               | Comp        | Pres        | Reti        | Pres   | Reti   |        |
| ----------------------- | ----------------------- | ----------------------- | ---------- | ---------- | --------------- | --------------- | --------------- | ------------------ | ------------------ | ------------------ | ----------- | ----------- | ----------- | ------ | ------ | ------ |
| 2019-2020               | Bayer Leverkusen        | BL                      | 7          | 1          | CG              | 1               | 0               | UEL                | 1                  | 0                  | -           | -           | -           | 9      | 1      |        |
| 2020-2021               | Bayer Leverkusen        | BL                      | 29         | 5          | CG              | 2               | 1               | UEL                | 7                  | 2                  | -           | -           | -           | 38     | 8      |        |
| 2021-2022               | Bayer Leverkusen        | BL                      | 24         | 7          | CG              | 1               | 0               | UEL                | 6                  | 3                  | -           | -           | -           | 31     | 10     |        |
| 2022-2023               | Bayer Leverkusen        | BL                      | 17         | 1          | CG              | 0               | 0               | UCL+UEL            | 0+8                | 0+3                | -           | -           | -           | 25     | 4      |        |
| 2023-2024               | Bayer Leverkusen        | BL                      | 32         | 11         | CG              | 5               | 3               | UEL                | 10                 | 4                  | -           | -           | -           | 47     | 18     |        |
| 2024-2025               | Bayer Leverkusen        | BL                      | 31         | 10         | CG              | 4               | 0               | UCL                | 9                  | 6                  | SG          | 1           | 0           | 45     | 16     |        |
| Totale Bayer Leverkusen | Totale Bayer Leverkusen | Totale Bayer Leverkusen | 140        | 35         |                 | 13              | 4               |                    | 41                 | 18                 |             | 1           | 0           | 195    | 57     |        |
| 2025-2026               | Liverpool               | PL                      | 1          | 0          | FACup+CdL       | -               | -               | UCL                | -                  | -                  | CS          | 1           | 0           | 2      | 0      |        |
| Totale carriera         | Totale carriera         | Totale carriera         | 141        | 35         |                 | 13              | 4               |                    | 41                 | 18                 |             | 2           | 0           | 197    | 57     |        |

### Cronologia presenze e reti in nazionale
| Cronologia completa delle presenze e delle reti in nazionale ― Germania | Cronologia completa delle presenze e delle reti in nazionale ― Germania | Cronologia completa delle presenze e delle reti in nazionale ― Germania | Cronologia completa delle presenze e delle reti in nazionale ― Germania | Cronologia completa delle presenze e delle reti in nazionale ― Germania | Cronologia completa delle presenze e delle reti in nazionale ― Germania | Cronologia completa delle presenze e delle reti in nazionale ― Germania | Cronologia completa delle presenze e delle reti in nazionale ― Germania |
| Data                                                                    | Città                                                                   | In casa                                                                 | Risultato                                                               | Ospiti                                                                  | Competizione                                                            | Reti                                                                    | Note                                                                    |
| ----------------------------------------------------------------------- | ----------------------------------------------------------------------- | ----------------------------------------------------------------------- | ----------------------------------------------------------------------- | ----------------------------------------------------------------------- | ----------------------------------------------------------------------- | ----------------------------------------------------------------------- | ----------------------------------------------------------------------- |
| 2-9-2021                                                                | San Gallo                                                               | Liechtenstein                                                           | 0 – 2                                                                   | Germania                                                                | Qual. Mondiali 2022                                                     | -                                                                       | 82’                                                                     |
| 5-9-2021                                                                | Stoccarda                                                               | Germania                                                                | 6 – 0                                                                   | Armenia                                                                 | Qual. Mondiali 2022                                                     | -                                                                       | 60’                                                                     |
| 8-9-2021                                                                | Reykjavík                                                               | Islanda                                                                 | 0 – 4                                                                   | Germania                                                                | Qual. Mondiali 2022                                                     | -                                                                       | 80’                                                                     |
| 11-10-2021                                                              | Skopje                                                                  | Macedonia del Nord                                                      | 0 – 4                                                                   | Germania                                                                | Qual. Mondiali 2022                                                     | -                                                                       | 61’                                                                     |
| 25-3-2023                                                               | Magonza                                                                 | Germania                                                                | 2 – 0                                                                   | Perù                                                                    | Amichevole                                                              | -                                                                       | 46’                                                                     |
| 28-3-2023                                                               | Colonia                                                                 | Germania                                                                | 2 – 3                                                                   | Belgio                                                                  | Amichevole                                                              | -                                                                       | 32’                                                                     |
| 12-6-2023                                                               | Brema                                                                   | Germania                                                                | 3 – 3                                                                   | Ucraina                                                                 | Amichevole                                                              | -                                                                       | 71’                                                                     |
| 16-6-2023                                                               | Varsavia                                                                | Polonia                                                                 | 1 – 0                                                                   | Germania                                                                | Amichevole                                                              | -                                                                       | 80’                                                                     |
| 9-9-2023                                                                | Wolfsburg                                                               | Germania                                                                | 1 – 4                                                                   | Giappone                                                                | Amichevole                                                              | -                                                                       | 73’                                                                     |
| 12-9-2023                                                               | Dortmund                                                                | Germania                                                                | 2 – 1                                                                   | Francia                                                                 | Amichevole                                                              | -                                                                       | 78’                                                                     |
| 14-10-2023                                                              | East Hartford                                                           | Stati Uniti                                                             | 1 – 3                                                                   | Germania                                                                | Amichevole                                                              | -                                                                       | 62’                                                                     |
| 17-10-2023                                                              | Filadelfia                                                              | Messico                                                                 | 2 – 2                                                                   | Germania                                                                | Amichevole                                                              | -                                                                       | 65’                                                                     |
| 18-11-2023                                                              | Berlino                                                                 | Germania                                                                | 2 – 3                                                                   | Turchia                                                                 | Amichevole                                                              | -                                                                       | 71’                                                                     |
| 21-11-2023                                                              | Vienna                                                                  | Austria                                                                 | 2 – 0                                                                   | Germania                                                                | Amichevole                                                              | -                                                                       | 60’                                                                     |
| 23-3-2024                                                               | Lione                                                                   | Francia                                                                 | 0 – 2                                                                   | Germania                                                                | Amichevole                                                              | 1                                                                       | 72’                                                                     |
| 26-3-2024                                                               | Francoforte sul Meno                                                    | Germania                                                                | 2 – 1                                                                   | Paesi Bassi                                                             | Amichevole                                                              | -                                                                       | 73’                                                                     |
| 3-6-2024                                                                | Norimberga                                                              | Germania                                                                | 0 – 0                                                                   | Ucraina                                                                 | Amichevole                                                              | -                                                                       | 46’                                                                     |
| 7-6-2024                                                                | Mönchengladbach                                                         | Germania                                                                | 2 – 1                                                                   | Grecia                                                                  | Amichevole                                                              | -                                                                       | 46’                                                                     |
| 14-6-2024                                                               | Monaco di Baviera                                                       | Germania                                                                | 5 – 1                                                                   | Scozia                                                                  | Euro 2024 - 1º turno                                                    | 1                                                                       | 63’                                                                     |
| 19-6-2024                                                               | Stoccarda                                                               | Germania                                                                | 2 – 0                                                                   | Ungheria                                                                | Euro 2024 - 1º turno                                                    | -                                                                       | 58’                                                                     |
| 23-6-2024                                                               | Francoforte sul Meno                                                    | Svizzera                                                                | 1 – 1                                                                   | Germania                                                                | Euro 2024 - 1º turno                                                    | -                                                                       | 76’                                                                     |
| 29-6-2024                                                               | Dortmund                                                                | Germania                                                                | 2 – 0                                                                   | Danimarca                                                               | Euro 2024 - Ottavi di finale                                            | -                                                                       | 81’                                                                     |
| 5-7-2024                                                                | Stoccarda                                                               | Spagna                                                                  | 2 – 1 dts                                                               | Germania                                                                | Euro 2024 - Quarti di finale                                            | 1                                                                       | 46’                                                                     |
| 7-9-2024                                                                | Düsseldorf                                                              | Germania                                                                | 5 – 0                                                                   | Ungheria                                                                | UEFA Nations League 2024-2025 - 1º turno                                | 1                                                                       |                                                                         |
| 10-9-2024                                                               | Amsterdam                                                               | Paesi Bassi                                                             | 2 – 2                                                                   | Germania                                                                | UEFA Nations League 2024-2025 - 1º turno                                | -                                                                       | 86’                                                                     |
| 11-10-2024                                                              | Zenica                                                                  | Bosnia ed Erzegovina                                                    | 1 – 2                                                                   | Germania                                                                | UEFA Nations League 2024-2025 - 1º turno                                | -                                                                       |                                                                         |
| 14-10-2024                                                              | Monaco di Baviera                                                       | Germania                                                                | 1 – 0                                                                   | Paesi Bassi                                                             | UEFA Nations League 2024-2025 - 1º turno                                | -                                                                       | 46’                                                                     |
| 16-11-2024                                                              | Friburgo in Brisgovia                                                   | Germania                                                                | 7 – 0                                                                   | Bosnia ed Erzegovina                                                    | UEFA Nations League 2024-2025 - 1º turno                                | 2                                                                       | 58’                                                                     |
| 19-11-2024                                                              | Budapest                                                                | Ungheria                                                                | 1 – 1                                                                   | Germania                                                                | UEFA Nations League 2024-2025 - 1º turno                                | -                                                                       | 61’ 72’                                                                 |
| 4-6-2025                                                                | Monaco di Baviera                                                       | Germania                                                                | 1 – 2                                                                   | Portogallo                                                              | UEFA Nations League 2024-2025 - Semifinale                              | 1                                                                       | 84’                                                                     |
| 8-6-2025                                                                | Stoccarda                                                               | Germania                                                                | 0 – 2                                                                   | Francia                                                                 | UEFA Nations League 2024-2025 - Finale 3º posto                         | -                                                                       |                                                                         |
| Totale                                                                  |                                                                         | Presenze                                                                | 31                                                                      |                                                                         | Reti                                                                    | 7                                                                       |                                                                         |

## Palmarès

### Club
- Campionato tedesco: 1

Bayer Leverkusen: 2023-2024
- Coppa di Germania: 1

Bayer Leverkusen: 2023-2024
- Supercoppa di Germania: 1

Bayer Leverkusen: 2024

### Nazionale
- Campionato d'Europa Under-21: 1

Ungheria/Slovenia 2021

### Individuale
- Fritz-Walter-Medaille: 1

2020 (Under-17)
- Calciatore dell'anno della Bundesliga: 1

2023-2024
- Miglior giovane della UEFA Europa League: 2

2022-2023, 2023-2024
- Squadra della stagione della UEFA Europa League: 1

2023-2024